# Nematopogoninae
Le Nematopogoninae Hinton, 1955 sono una sottofamiglia di lepidotteri, diffusa in tutto il mondo, tranne in America Settentrionale, con 107 specie.

## Descrizione

### Adulto
Come nel caso delle Adelinae, si tratta di piccoli lepidotteri alquanto primitivi che, pur avendo una nervatura alare di tipo eteroneuro, possiedono un apparato riproduttore femminile provvisto di un'unica apertura, destinata sia all'accoppiamento, sia all'ovodeposizione.

Si osserva una connessione tergosternale, immediatamente posteriore rispetto al primo spiracolo addominale, formata da un processo ventrocaudale del primo tergite, che va a collegarsi all'estensione anterolaterale del secondo sternite.

Le ali, che rivelano anche la presenza di aculei, hanno forma ovoidale-allungata con apice arrotondato; appaiono spesso bruno-grigiastre (nelle specie con abitudini notturne) ma possono anche avere riflessi metallici ed iridescenze molto vivaci. I microtrichi sono presenti ed uniformemente distribuiti. Come nelle Adelinae, si nota una riduzione del sistema legato al settore radiale (Rs) nell'ala posteriore, con anastomosi di Sc ed R dal quarto basale fino al termen, ed Rs non ramificata; l'accoppiamento alare è di tipo frenato, con frenulum a singola setola composita nei maschi, e da tre a cinque setole nelle femmine; queste setae dipartono da cavità distinte, ed in prossimità di esse possono riscontrarsi, in ambo i sessi, altre setae pseudofrenulari. È presente l'apparato di connessione tra ala anteriore e metatorace; si possono inoltre osservare un ponte precoxale e la perdita del primo sternite addominale, mentre il secondo può suddividersi (completamente o parzialmente) in uno sclerite anteriore più piccolo (S2a) ed uno posteriore più sviluppato (S2b).

Le antenne sono filiformi; nei maschi raggiungono più volte la lunghezza del corpo, mentre nelle femmine superano comunque la lunghezza della costa. Si può osservare la presenza di uno sclerite intercalare oltre a spinule laterali (probabilmente derivate dai sensilla) in alcuni segmenti prossimali del flagello dei maschi.

Gli ocelli sono assenti, come pure i chaetosemata. Gli occhi dei maschi di alcune specie sono molto sviluppati. La spirotromba che, fatta eccezione per alcune Ceromitia sudafricane, è perfettamente funzionante, risulta ricoperta di scaglie (a differenza degli altri Adeloidea) e più lunga della capsula cefalica, estendendosi fin oltre i palpi mascellari; questi ultimi possono essere allungati e costituiti da quattro o cinque segmenti, come in Ceromitia. I palpi labiali hanno tre segmenti, corti e con setole laterali sul secondo; l'organo di vom Rath sul segmento apicale del palpo labiale, può essere profondo o superficiale.

Nelle zampe, l'epifisi è spesso presente, mentre gli speroni tibiali hanno formula 0-2-4.

L'apparato genitale maschile di alcune specie (e.g. quelle appartenenti al genere Ceromitia) rivela, su ogni valva, una struttura a pettine detta pectinifer, che nel caso del genere Nematopogon può essere retta da un peduncolo. L'uncus è assente, mentre il vinculum presenta un saccus allungato. La juxta è a forma di freccia, l'edeago è assottigliato.

Nel genitale femminile, l'ovopositore è ben sviluppato e perforante, con gli apici appiattiti lateralmente, al fine di permettere l'inserimento delle uova all'interno dei tessuti fogliari della pianta ospite; tale caratteristica viene considerata una specializzazione secondaria della famiglia. La cloaca è stretta e tubuliforme. Le apofisi sono fortemente sclerotizzate; il corpus bursae è sviluppato e membranaceo, senza signa. Gli ovarioli sono in numero elevato (10-12), a differenza dei quattro riscontrabili di norma negli altri lepidotteri.

L'apertura alare può variare da 4 a 28 mm.

### Uovo
Le uova sono lisce o lievemente punteggiate; vengono inserite singolarmente nei tessuti della pianta ospite, pertanto assumono la forma della "tasca" in cui le inserisce la femmina.

### Larva
Il bruco, quasi cilindrico, possiede un capo arrotondato, non appiattito e solitamente prognato, con solco epicraniale marcato e sei stemmata per lato.

Sono presenti due setae genali, G1 e G2, mentre l'assenza della seta AF2 è considerata un'evoluzione secondaria.

Sul protorace è visibile uno scudo ben sclerotizzato, e possono comparire anche dei dischi sclerotizzati sul meso- e metatorace.

Le zampe toraciche sono ben sviluppate, mentre le pseudozampe, poste sui segmenti addominali III-VI e X, sono fortemente ridotte o assenti; gli uncini pseudopodiali, assenti sul segmento X, sono disposti su file multiple.

### Pupa
La pupa è dectica, con cuticola lievemente sclerotizzata e appendici solo debolmente aderenti al corpo. I palpi mascellari appaiono prominenti, mentre quelli labiali risultano esposti come le coxe del primo paio di zampe. All'interno del bozzolo, le antenne sono accomodate attorno all'addome. I segmenti addominali da III a VII sono mobili, e si notano una o due file di spinule sulla superficie della maggior parte dei segmenti.

## Biologia

### Comportamento
In molte delle specie che presentano riflessi metallici, il volo può avvenire alla luce diretta del sole, e si assiste spesso alla formazione di sciami, soprattutto attorno a gruppi di infiorescenze, alberi o cespugli. Gli sciami sono associati a due adattamenti strutturali, riscontrabili esclusivamente nei maschi: spinule laterali sulle antenne e occhi sviluppati dorsalmente, fino ad incontrarsi l'un l'altro sulla linea mediana. Non è ancora ben chiaro il ruolo delle spinule laterali delle antenne, ma è probabile che, permettendo la formazione di sciami di maschi attorno ad una femmina immobile, sia implicata nelle funzioni di accoppiamento.

Altre specie, di abitudini prettamente crepuscolari, mostrano invece colorazioni più spente ed uniformi, e tendono a non formare mai sciami.

Nella maggior parte delle Nematopogoninae, le larve sono minatrici fogliari, oppure dei meristemi o ancora della corteccia durante il primo stadio, o talvolta perforano l'ovario della pianta nutrice; in seguito, dal secondo stadio in poi o in ogni caso entro lo stadio pre-pupale, il bruco vive all'interno di un astuccio lenticolare portatile, che costruisce a partire da frammenti di foglie e detriti del sottobosco, ed allarga via via che si accresce; in questa fase si alimenta prevalentemente di foglie cadute nella lettiera, o comunque di vegetali a basso fusto.

L'impupamento avviene pertanto all'interno di quest'involucro, spesso ai piedi della pianta ospite.

### Periodo di volo
La maggior parte delle specie boreali vola tra aprile e giugno, al massimo fino ad agosto.

### Alimentazione
Le larve di questo taxon attaccano generi appartenenti a svariate famiglie, tra cui:
- Abies Mill. (Pinaceae)
- Acacia Mill. (Fabaceae)
- Ajuga L. (Lamiaceae)
- Alliaria Heister ex Fabr. (Brassicaceae)
- Fagus L. (Fagaceae)
- Glechoma L. (Lamiaceae)
- Prunus L. (Rosaceae)
- Rhododendron L. (Ericaceae)
- Tsuga Carrière (Pinaceae)
- Urtica L. (Urticaceae)
- Vaccinium L. (Ericaceae)

## Distribuzione e habitat
Nel complesso, la sottofamiglia è presente, suppur con una biodiversità molto variabile, in tutte le ecozone del pianeta, tranne in quella neartica, in quella oceanica e in quella antartica.
L'habitat è rappresentato da foreste a latifoglie e comunque zone boschive.

## Tassonomia

### Generi e specie
Il taxon comprende due generi e 107 specie, di cui 12 in Europa e 9 in Italia.
- Genere Ceromitia Zeller, 1852 - Lepid. Microptera: 92 - Specie tipo: Ceromitia wahlbergi Zeller, 1852 - Lepid. Microptera: 92[30] (90 specie tra Africa centro-meridionale, Neotropico e Australia)
- Genere Nematopogon Zeller, 1839 - Isis, Leipzig 1839: 185 - Specie tipo: Nematopogon schwarziellus Zeller, 1839 - Isis, Leipzig 1839: 185[31] (17 specie paleartiche, di cui 12 in Europa, 9 in Italia)

### Endemismi italiani
Sono noti tre endemismi italiani:
- Nematopogon garganellus Bryner & Huemer, 2019 - Alp. Ent. 3, 93[32] (Puglia e Basilicata)
- Nematopogon prolai (Hartig, 1941) - Mitt. münchn. ent. Ges. 31(1): 162[33] (Italia meridionale esclusa la Sicilia)
- Nematopogon sericinellus Zeller, 1847 - Isis, Leipzig 1847: 816[34] (Sud e Sicilia)

### Sinonimi
Non sono stati riportati sinonimi.

### Alcune specie

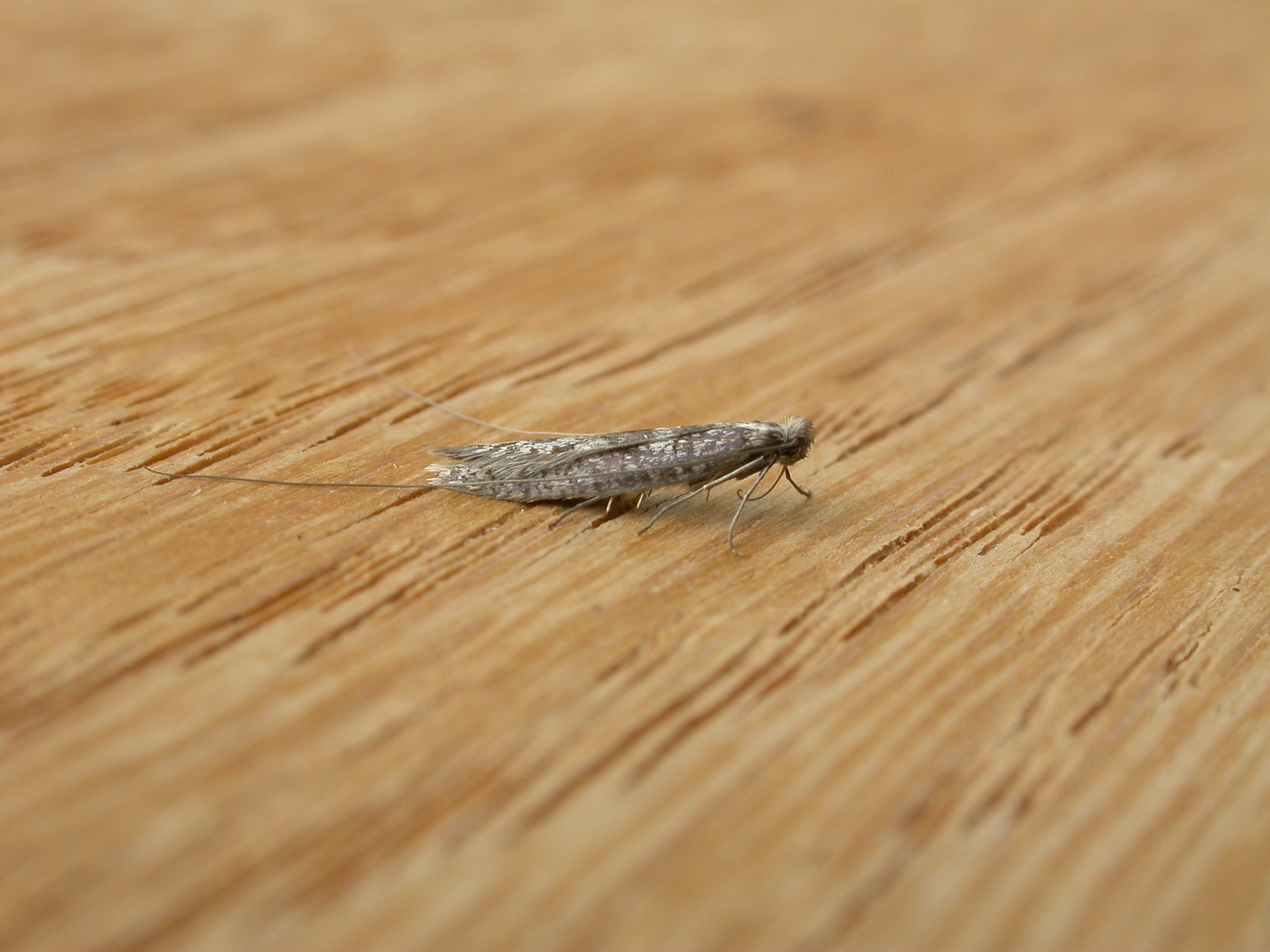
Ceromitia iolampra
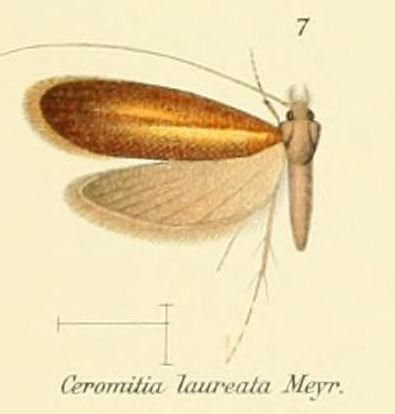
Ceromitia laureata
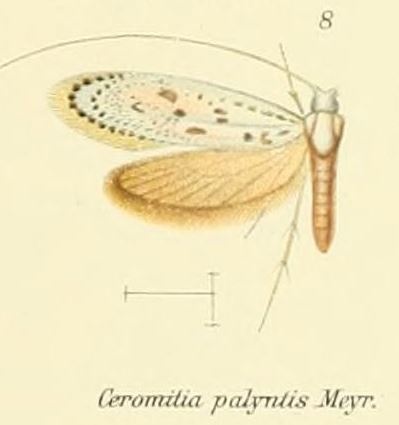
Ceromitia palyntis
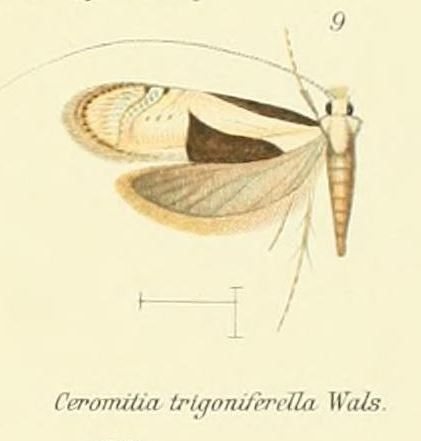
Ceromitia trigoniferella
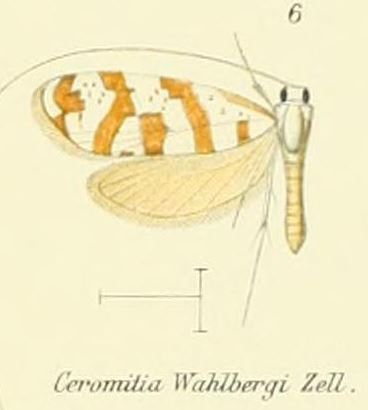
Ceromitia wahlbergi
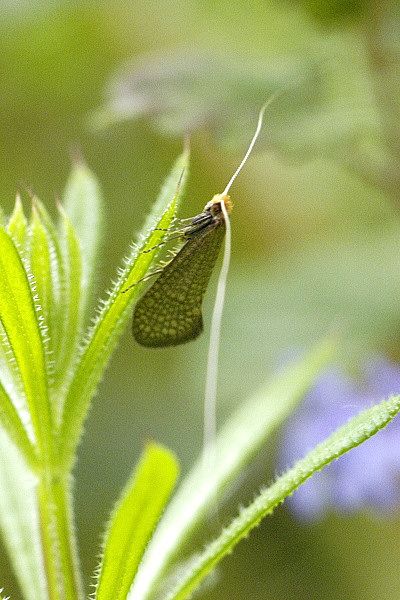
Nematopogon adansoniella
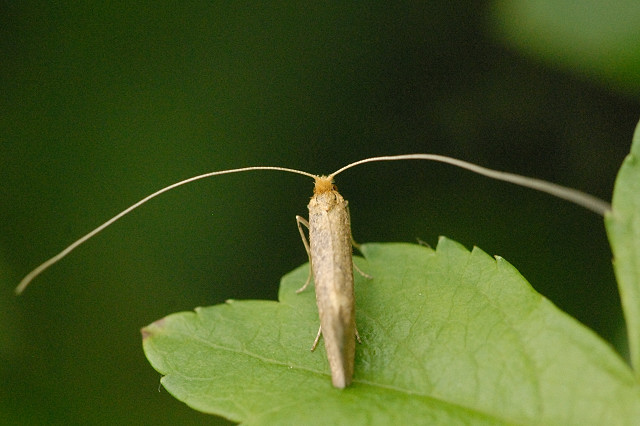
Nematopogon metaxella
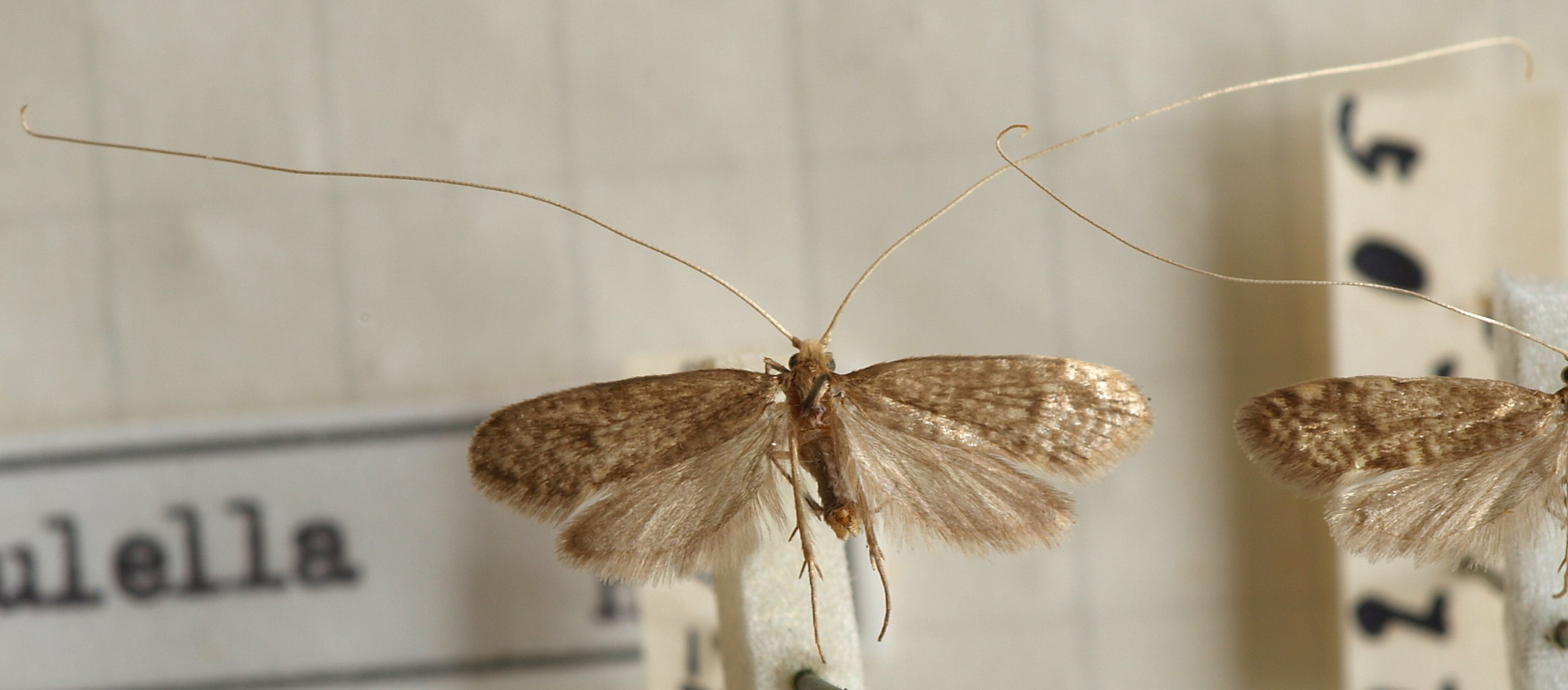
Nematopogon robertella
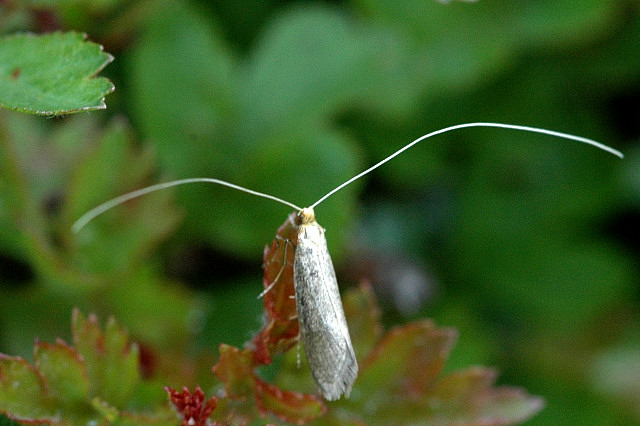
Nematopogon swammerdamella

## Conservazione
Nessuna specie appartenente a questa sottofamiglia è stata inserita nella Lista rossa IUCN